# 1-й Польський корпус (Російська імперія)
1-й Польський корпус у Росії (пол. I Korpus Polski w Rosji) — корпус, утворений 24 липня 1917 року в Мінську із польських і литовських військовослужбовців, які служили на Західному та Північному фронтах російської армії.
Після визнання Регентської ради у травні 1918 року здався німецьким військам у Бобруйську. Воякам дозволили безпечний прохід до Варшави, де вони влилися до складу новоствореного Війська Польського.

## Історія
6 серпня 1917 головнокомандувач збройних сил Тимчасового уряду Лавр Корнілов призначив командиром 1-го польського корпусу Йосипа (Юзефа) Довбора-Мусницького.
У корпусі було чимало литовських вояків. Улітку 1917 року особливо багато литовців було у 1-му полку (500 осіб) і 2-му полку (понад 400 душ). 3-й та 4-й полки теж налічували у своїх лавах багато литовців, а «запасний» полк мав у своєму складі 1000 литовців..
У хаотичний період наприкінці Першої світової війни на Східному фронті 1-й польський корпус воював проти більшовицької Червоної Армії та взаємодіяв із військами німецького Обер Осту під час узяття Мінська. 
Після підписання Берестейського миру, за яким всю Польщу і Білорусь передали Німеччині, корпус Довбора-Мусницького ще 3 місяці залишався в Білорусі, перегрупувавшись і виконуючи поліційні обов'язки за німецької окупаційної влади. 21 травня 1918 року Довбор-Мусницький після визнання Регентської ради підписав угоду з німцями, за якою корпус погоджувався на роззброєння та розформування, після чого, так чи інакше, його частини відійшли до Польщі, сформувавши ядро польської армії, що виявилося вирішальним пізніше того ж року під час заснування польських збройних сил. Вояки, що залишилися в Росії, здебільшого влилися в 2-й Польський корпус у Росії (насамперед 4-та стрілецька дивізія).

## Організаційний склад
- Резервна бригада:
  - 1-й резервний полк,
  - 2-й резервний полк,
- Офіцерський легіон (грудень 1917) / Лицарський легіон (20 квітня 1918);
- 1-ша артилерійська бригада
- 2-га артилерійська бригада;
- 1-й дивізіон важкої артилерії;
- бронепотяг «Związek Broni»;
- авіація 1-го Польського корпусу  (19 серпня 1917)
- 1-й інженерний полк
- 1-ша стрілецька дивізія (осінь 1917 р.)
  - 1—4 польські стрілецькі полки (лютий 1917 р.);
  - 1-ша артилерійська бригада;
  - інженерна рота[3]
- 2-га стрілецька дивізія (осінь 1917 р.)
  - 5—8 польські стрілецькі полки (лютий 1917 р.);
  - 2-га артилерійська бригада;
  - інженерна рота[3]
- 3-тя стрілецька дивізія (осінь 1917 р.)
  - 9—12 польські стрілецькі полки (лютий 1917 р.);
  - 3-тя артилерійська бригада;
  - інженерна рота[3]
- Польська пікінерська дивізія (весна 1918)
  - 1-й пікінерський полк (створений 15 вересня 1917 р.)
  - 2-й пікінерський полк (створений 20 листопада 1917 р.)
  - 3-й пікінерський полк (створений 14 листопада 1917 р.)
  - 1-й кінно-артилерійський дивізіон (3 кінні батареї);
  - кінна саперна рота[3]